# KNVB Beker 1993/94
Het seizoen 1993/94 van de KNVB Beker was de 76e editie van de Nederlandse voetbalcompetitie met als inzet de KNVB Beker en een plek in de Europa Cup II. Aan het toernooi namen 63 ploegen deel. Feyenoord won de beker, door in de finale met 2-1 van Eerstedivisionist N.E.C. te winnen. Het was de negende keer dat Feyenoord de beker in ontvangst nam.

## Deelnemers
In de eerste ronde kwamen twintig amateurteams uit. In de tweede ronde stroomden nog eens zes amateurploegen, één reserveteam (Vitesse 2), alle achttien teams uit de Eerste divisie en zeven teams uit de Eredivisie in. De laatste elf clubs uit de Eredivisie startten het toernooi in de derde ronde.
| Niveau         | Ronde 1 | Ronde 2 | Ronde 3 | Ronde 4 | Kwartfinale | Halve finale | Finale |
| -------------- | ------- | ------- | ------- | ------- | ----------- | ------------ | ------ |
| Eredivisie     | -       | 7       | 16      | 8       | 5           | 3            | 1      |
| Eerste divisie | -       | 18      | 13      | 8       | 3           | 1            | 1      |
| Amateur        | 20      | 16      | 3       | -       | -           | -            | -      |
| Belofte        | -       | 1       | -       | -       | -           | -            | -      |
| Totaal         | 20      | 42      | 32      | 16      | 8           | 4            | 2      |

## Eerste ronde
In de eerste ronde kwamen enkel amateurverenigingen uit.
| Datum            | Wedstrijd                              | Uitslag                    | Scoreverloop |
| ---------------- | -------------------------------------- | -------------------------- | --- |
| 28 augustus 1993 | ADO '20 – Huizen                       | 3 – 4 (2 – 0)              | 6' Ron van Aanholt 1-0, 33' Johan van Heel 2-0, 46' Enrico Small 2-1, 64' Mark Schipper 2-2, 70' Marcel Fritz 3-2, 74' Henk Rebergen 3-3, 86' Erik-Wim de Gooijer 3-4        |
| 28 augustus 1993 | Excelsior Maassluis – IJsselmeervogels | 1 – 2 (1 – 1)              | 23' Marinus Dijkhuizen 1-0, 28' Gérard van der Nooij 1-1, 87' Gerlof Kwakkel 1-2                                                                                             |
| 28 augustus 1993 | SC Genemuiden – AFC                    | 0 – 5 (0 – 3)              | 15' Rokus Hogendoorn (pen) 0-1, 21' Dennis Gebbink 0-2, 37' Jan Gillebaard 0-3, Jan Gillebaard 0-4, Ronald van de Meent 0-5                                                  |
| 28 augustus 1993 | FC Lisse – Appingedam                  | 7 – 1 (3 – 1)              | 10' Jelle Visser 1-0, 26' René Ras 2-0, 32' Dick Oosterhuis 2-1, 42' Jelle Visser 3-1, 46' Mark Ens 4-1, 78' Jelle Visser 5-1, 82' Jelle Visser 6-1, 90' René Ras 7-1        |
| 28 augustus 1993 | Quick Boys – ACV                       | 1 – 3 (1 – 0)              | 15' Fred Kanbier 1-0, 47' Mariano Bombarda 1-1, 70' Leonard Pluimgraaff (e.d.) 1-2, 89' Bert Meertens 1-3                                                                    |
| 28 augustus 1993 | SDVB – WHC                             | 6 – 2 n.v. (2 – 2) (0 – 0) | Marcel Klomp 0-1, Arco Jochemsen 1-1, Wiljan Mossing Holsteijn 1-2, Jan Dirk Huibers 2-2, Jan Dirk Huibers 3-2, Jan Dirk Huibers 4-2, Peter Dekker 5-2, Jan Dirk Huibers 6-2 |
| 29 augustus 1993 | Be Quick – Halsteren                   | 1 – 3 (0 −2)               | 2' Walter Bevelander 0-1, 13' Cees Moerkens 0-2, 61' Ronald van Sliedrecht 0-3, 88' Rik Hoppenbrouwers 1-3                                                                   |
| 29 augustus 1993 | BVV – Tonegido                         | 1 – 5 (1 – 1)              | Arie van der Padt 0-1, van Lent 1-1, Joost Timmer 1-2, Arie van der Padt 1-3, Louchaki 1-4, Joost Timmer (pen) 1-5                                                           |
| 29 augustus 1993 | SV Meerssen – De Treffers              | 1 – 2 (1 – 1)              | 13' Patrick Patty (pen) 0-1, 40' Roel Coumans 1-1, 56' Edwin Wennekers 1-2                                                                                                   |
| 29 augustus 1993 | Panningen – Achilles '29               | 2 – 4 (1 – 1)              | 10' Bert Willemsen 0-1, 37' Henri Houben 1-1, 56' Bert Willemsen 1-2, 62' Henri Houben 2-2, 64' Carlo van Bergen (pen) 2-3, 67' Carlo van Bergen 2-4                         |

## Tweede ronde
| Datum           | Wedstrijd                             | Uitslag                    | Scoreverloop |
| --------------- | ------------------------------------- | -------------------------- | --- |
| 8 oktober 1993  | IJsselmeervogels – Go Ahead Eagles    | 1 – 2 n.v. (1 – 1) (1 – 1) | 3' Renger de Groot 1-0, 21' Paul Bosvelt 1-1, 115' Jason van Blerk 1-2 |
| 9 oktober 1993  | Cambuur Leeuwarden – Sparta Rotterdam | 0 – 1 (0 – 1)              | 12' Jos van Eck 0-1 |
| 9 oktober 1993  | ADO Den Haag – ACV                    | 5 – 2 (3 – 0)              | 4' Hennie de Romijn 1-0, 23' Harry van der Laan (pen) 2-0, 27' Jeffrey Talan 3-0, 73' Dirk Heesen 4-0, 76' Harry van der Laan (pen) 5-0, 89' Mariano Bombarda 5-1, 90' Ronald van den Broek 5-2 |
| 9 oktober 1993  | AZ – Huizen                           | 2 – 1 (0 – 0)              | 71' Mark Schipper 0-1, 86' Rini van Roon 1-1, 89' Robert van Dam 2-1 |
| 9 oktober 1993  | Eindhoven – De Graafschap             | 1 – 2 (1 – 2)              | 9' Frans Danen 1-0, 12' René van den Brink 1-1, 40' Louis van Schijndel 1-2 |
| 9 oktober 1993  | Emmen – FC Zwolle                     | 2 – 0 (1 – 0)              | 32' Henry Meijerman 1-0, 68' Martin Drent 2-0 |
| 9 oktober 1993  | Excelsior – Kozakken Boys             | 6 – 0 (5 – 0)              | 8' Bram Marbus 1-0, 21' Takafumi Ogura 2-0, 33' Winston Bakboord 3-0, 40' Takafumi Ogura 4-0, 44' Takafumi Ogura 5-0, 68' Leonard van Utrecht 6-0                                               |
| 9 oktober 1993  | FC Den Bosch – Tonegido               | 3 – 0 (1 – 0)              | 15' René Nijhuis 1-0, 86' Peter Burg 2-0, 90' Orpheo Keizerweerd 3-0 |
| 9 oktober 1993  | Helmond Sport – Achilles '29          | 3 – 1 (1 – 1)              | 9' Bert Schippers 1-0, 23' Bert Willemsen 1-1, 63' Bert Schippers 2-1, 70' Edward Sijahailatua 3-1                                                                                              |
| 9 oktober 1993  | SC Heracles '74 – Quick '20           | 2 – 0 (0 – 0)              | 58' Dick Kooijman 1-0, 71' Peter Held 2-0 |
| 9 oktober 1993  | Katwijk – Fortuna Sittard             | 2 – 5 (0 – 3)              | 33' Randy Samuel 0-1, 40' Jerry Taihuttu 0-2, 44' Paul Janssen 0-3, 46' Marco de Ridder 1-3, 61' Marco de Ridder 2-3, 84' József Szalma 2-4, 89' Etienne Barmentloo 2-5                         |
| 9 oktober 1993  | NAC – AFC                             | 5 – 2 (3 – 2)              | 3' Dennis Gerritsen 1-0, 4' Dennis Gerritsen 2-0, 18' John Lammers 3-0, 19' Ronald van de Meent 3-1, 40' Guido Smits 3-2, 67' Michel Smits 4-2, 69' Dennis Gerritsen 5-2                        |
| 9 oktober 1993  | N.E.C. – FC Lisse                     | 2 – 1 (1 – 1)              | 1' Bert van Duijvenbode 0-1, 26' Cees Lok 1-1, 85' Ulrich Cruden 2-1 |
| 9 oktober 1993  | RBC – FC Groningen                    | 1 – 0 (0 – 0)              | 64' John Mutsaers 1-0 |
| 9 oktober 1993  | SDVB – sc Heerenveen                  | 1 – 5 (0 – 2)              | 15' Piet Keur 0-1, 37' Erik Regtop 0-2, 55' Tony Alberda 0-3, 64' Arco Jochemsen 1-3, 76' Erik Tammer 1-4, 82' Erik Tammer 1-5                                                                  |
| 9 oktober 1993  | BV Veendam – Lunteren                 | 2 – 3 (2 – 2)              | 20' Jurrie Koolhof 1-0, 34' Lucian Ilie 2-0, 38' Herrold Daling 2-1, 43' Patrick Dorrestein 2-2, 90' Omer Tirgil 2-3                                                                            |
| 9 oktober 1993  | VVV – Geldrop                         | 5 – 3 (5 – 1)              | 20' John Verbeek 0-1, 21' Remco Torken 1-1, 36' Juno Verberne 2-1, 40' Louis Laros 3-1, 41' Remco Torken 4-1, 44' Remco Torken 5-1, 49' Twan Notten 5-2, 67' Marco Smits 5-3                    |
| 10 oktober 1993 | De Treffers – Vitesse 2               | 2 – 1 n.v. (1 – 1) (1 – 1) | 16' Edwin Wennekers 1-0, 20' Roy Makaay 1-1, 102' Henk Grim 2-1 |
| 10 oktober 1993 | Haarlem – Telstar                     | 1 – 2 (1 – 0)              | 11' Frank Weijers 1-0, 70' Ronald Hoop 1-1, 88' Marcel Oerlemans 1-2 |
| 10 oktober 1993 | Halsteren – Dordrecht '90             | 0 – 2 (0 – 0)              | 89' Romeo Wouden 0-1, 90' Michel Langerak 0-2 |
| 10 oktober 1993 | Holland – TOP Oss                     | 3 – 3 n.v. (3 – 3) (2 – 1) | 16 Dick Wahl 1-0, 25' Thijs Waterink 1-1, 32' Edwin Grünholz 2-1, 47' Ricky Testalamuta 3-1, 64' Patrick Koolen 3-2, 85' Danny Hesp 3-3 Holland wint na strafschoppen                           |

## Derde ronde
Voor de grootste uitslag zorgden Ajax en sc Heerenveen; 8-3. De drie overgebleven amateurteams werden uitgeschakeld. Lunteren capituleerde pas na verlenging tegen MVV. Voor Holland was het verlies duidelijker; 1-7 tegen FC Twente.
Van de zestien ploegen die doorbekerden, speelden er acht in de Eerste divisie.
| Datum            | Wedstrijd                      | Uitslag                    | Scoreverloop |
| ---------------- | ------------------------------ | -------------------------- | --- |
| 10 november 1993 | Ajax – sc Heerenveen           | 8 – 3 (3 – 1)              | 20' Stefan Pettersson 1-0, 22' Tony Alberda 1-1, 39' Frank de Boer 2-1, 43' Ronald de Boer 3-1, 46' Stefan Pettersson 4-1, 49' John van den Brom 5-1, 56' Finidi George 6-1, 64' Dan Petersen 7-1, 65' Tony Alberda 7-2, 76' Tony Alberda 7-3, 90' Finidi George 8-3 |
| 10 november 1993 | AZ – Fortuna Sittard           | 2 – 0 (1 – 0)              | 20' Robert van Dam 1-0, 80' Silvan Inia 2-0 |
| 10 november 1993 | De Graafschap – Vitesse        | 2 – 1 n.v. (0 – 0)         | 99' Mustafa Yücedağ 1-0, 118' Mustafa Yücedağ 2-0 , 119' Theo Bos 2-1 |
| 10 november 1993 | De Treffers – N.E.C.           | 1 – 3 (0 – 2)              | 34' Kees van Wonderen 0-1, 45' Bennie Dekker 0-2, 49' Paul Janssen 1-2, 79' Jeffrey Kooistra 1-3 |
| 10 november 1993 | Excelsior – Feyenoord          | 2 – 3 n.v. (1 – 1) (0 – 1) | 6' Gaston Taument 0-1, 68' Peter van den Berg 1-1, 105' Henk Fraser 1-2, 107' Peter Bosz 1-3, 120' Takafumi Ogura 2-3 |
| 10 november 1993 | FC Utrecht – FC Den Bosch      | 2 – 3 (0 – 1)              | 11' Orpheo Keizerweerd 0-1, 46' Johan de Kock 1-1, 49' Peter Burg 1-2, 56' Stefan Jansen 1-3, 90' Włodzimierz Smolarek 2-3 |
| 10 november 1993 | Go Ahead Eagles – ADO Den Haag | 2 – 3 (0 – 1)              | 7' Emiel van Eijkeren 0-1, 54' Hennie de Romijn 0-2, 61' Lloyd Kammeron 1-2, 70' Emiel van Eijkeren 1-3, 74' Toine Rorije 2-3 |
| 10 november 1993 | Helmond Sport – Roda JC        | 1 – 0 n.v.                 | 91' Bert Schippers 1-0 |
| 10 november 1993 | SC Heracles '74 – Willem II    | 0 – 0 n.v.                 | Willem II wint na strafschoppen |
| 10 november 1993 | MVV – Lunteren                 | 5 – 3 n.v. (1 – 1) (1 – 1) | 5' Reginald Thal 1-0, 24' Paul Bremer 1-1, 92' Raymond Libregts 2-1, 98' Maurice Hofman 3-1, 105' Herrold Daling 3-2, 108' Joop van der Groep 3-3, 113' Richard Roelofsen 4-3, 120' Richard Roelofsen 5-3                                                            |
| 10 november 1993 | NAC – VVV                      | 3 – 2 n.v. (2 – 2) (2 – 1) | 11' Marco Sas 1-0, 36' Juno Verberne 1-1, 43' Pierre van Hooijdonk 2-1, 90' Pieter van Leenders 2-2, 120' Pierre van Hooijdonk 3-2 |
| 10 november 1993 | RKC – RBC                      | 4 – 0 (0 – 0)              | 46' Harry Decheiver 1-0, 60, Marcel Valk 2-0, 75' Patrick Peelen 3-0, 81' Marcel Valk 4-0 |
| 10 november 1993 | Telstar – FC Volendam          | 2 – 1 (0 – 1)              | 22' Ivica Vukov 0-1, 81' Sander Oostrom 1-1, 82' Arjan de Zeeuw 2-1 |
| 11 november 1993 | Sparta Rotterdam – PSV         | 2 – 2 n.v. (2 – 2) (2 – 0) | 10' Nico Jalink 1-0, 14' Winston Bogarde 2-0, 50' Mitchell van der Gaag 2-1, 62' Edward Metgod (e.d.) 2-2 PSV wint na strafschoppen |
| 14 november 1993 | Holland – FC Twente            | 1 – 7 (0 – 3)              | 31' Edwin Vurens (p) 0-1, 35' Michael Mols 0-2, 45' Edwin Vurens 0-3, 65' Prince Polley 0-4, 70' Boudewijn Pahlplatz 0-5, 75' Boudewijn Pahlplatz 0-6, 76' Edwin Grünholz (p) 1-6, 84' Michel Boerebach 1-7                                                          |
| 15 december 1993 | Dordrecht '90 – Emmen          | 6 – 2 (3 – 1)              | 5' Albert Koops 0-1, 16' Virgil Breetveld 1-1, 18' Jerry Simons 2-1, 25' Jerry Simons 3-1, 47' Virgil Breetveld 4-1, 57' Jan de Jonge 4-2, 71' Virgil Breetveld 5-2, 76' Michel Langerak 6-2                                                                         |

## Finales
|  | Eerste ronde | Eerste ronde  | Eerste ronde  |   |              | Kwartfinales | Kwartfinales | Kwartfinales |  |  | Halve finales | Halve finales | Halve finales |   |  | Finale | Finale | Finale |
|  |              |               |               |   |              |              |              |              |  |  |               |               |               |   |  |        |        |        |
|  |              | NAC           | 3             |   |              |              |              |              |  |  |               |               |               |   |  |        |        |        |
|  |              | AZ            | 2             |   |              |              |              |              |  |  |               |               |               |   |  |        |        |        |
|  |              | AZ            | 2             |   | NAC          | 1            |              |              |  |  |               |               |               |   |  |        |        |        |
|  |              |               |               |   | NAC          | 1            |              |              |  |  |               |               |               |   |  |        |        |        |
|  |              |               | PSV           | 0 |              |              |              |              |  |  |               |               |               |   |  |        |        |        |
|  |              | PSV           | PSV           | 0 | 2            |              |              |              |  |  |               |               |               |   |  |        |        |        |
|  |              |               |               |   | 2            |              |              |              |  |  |               |               |               |   |  |        |        |        |
|  |              | Willem II     | 1             |   |              |              |              |              |  |  |               |               |               |   |  |        |        |        |
|  |              |               |               |   |              |              | NAC          | 0            |  |  |               |               |               |   |  |        |        |        |
|  |              |               |               |   |              |              |              |              |  |  |               |               |               |   |  |        |        |        |
|  |              |               | Feyenoord     | 3 |              |              |              |              |  |  |               |               |               |   |  |        |        |        |
|  |              | RKC           | Feyenoord     | 3 | 2            |              |              |              |  |  |               |               |               |   |  |        |        |        |
|  |              |               |               |   | 2            |              |              |              |  |  |               |               |               |   |  |        |        |        |
|  |              | Telstar       | 1             |   |              |              |              |              |  |  |               |               |               |   |  |        |        |        |
|  |              | Telstar       | 1             |   | RKC          | 2            |              |              |  |  |               |               |               |   |  |        |        |        |
|  |              |               |               |   | RKC          | 2            |              |              |  |  |               |               |               |   |  |        |        |        |
|  |              |               | Feyenoord     | 4 |              |              |              |              |  |  |               |               |               |   |  |        |        |        |
|  |              | Dordrecht '90 | Feyenoord     | 4 | 0            |              |              |              |  |  |               |               |               |   |  |        |        |        |
|  |              |               |               |   | 0            |              |              |              |  |  |               |               |               |   |  |        |        |        |
|  |              | Feyenoord     | 2             |   |              |              |              |              |  |  |               |               |               |   |  |        |        |        |
|  |              |               |               |   |              |              |              |              |  |  |               |               | Feyenoord     | 2 |  |        |        |        |
|  |              |               |               |   |              |              |              |              |  |  |               |               |               | 2 |  |        |        |        |
|  |              |               | N.E.C.        | 1 |              |              |              |              |  |  |               |               |               |   |  |        |        |        |
|  |              | Ajax          | N.E.C.        | 1 | 4            |              |              |              |  |  |               |               |               |   |  |        |        |        |
|  |              | Ajax          |               |   | 4            |              |              |              |  |  |               |               |               |   |  |        |        |        |
|  |              | FC Twente     | 1             |   |              |              |              |              |  |  |               |               |               |   |  |        |        |        |
|  |              | FC Twente     | 1             |   | Ajax         | 7            |              |              |  |  |               |               |               |   |  |        |        |        |
|  |              |               |               |   | Ajax         | 7            |              |              |  |  |               |               |               |   |  |        |        |        |
|  |              |               | Helmond Sport | 1 |              |              |              |              |  |  |               |               |               |   |  |        |        |        |
|  |              | Helmond Sport | Helmond Sport | 1 | 1            |              |              |              |  |  |               |               |               |   |  |        |        |        |
|  |              |               |               |   | 1            |              |              |              |  |  |               |               |               |   |  |        |        |        |
|  |              | FC Den Bosch  | 0             |   |              |              |              |              |  |  |               |               |               |   |  |        |        |        |
|  |              |               |               |   |              |              | Ajax         | 1            |  |  |               |               |               |   |  |        |        |        |
|  |              |               |               |   |              |              |              |              |  |  |               |               |               |   |  |        |        |        |
|  |              |               | N.E.C.        | 2 |              |              |              |              |  |  |               |               |               |   |  |        |        |        |
|  |              | ADO Den Haag  | N.E.C.        | 2 | 5            |              |              |              |  |  |               |               |               |   |  |        |        |        |
|  |              | ADO Den Haag  |               |   | 5            |              |              |              |  |  |               |               |               |   |  |        |        |        |
|  |              | MVV           | 1             |   |              |              |              |              |  |  |               |               |               |   |  |        |        |        |
|  |              | MVV           | 1             |   | ADO Den Haag | 1            |              |              |  |  |               |               |               |   |  |        |        |        |
|  |              |               |               |   | ADO Den Haag | 1            |              |              |  |  |               |               |               |   |  |        |        |        |
|  |              |               | N.E.C.        | 3 |              |              |              |              |  |  |               |               |               |   |  |        |        |        |
|  |              | N.E.C.        | N.E.C.        | 3 | 2            |              |              |              |  |  |               |               |               |   |  |        |        |        |
|  |              | N.E.C.        |               |   | 2            |              |              |              |  |  |               |               |               |   |  |        |        |        |
|  |              | De Graafschap | 0             |   |              |              |              |              |  |  |               |               |               |   |  |        |        |        |

## Achtste finales
| Datum            | Wedstrijd                    | Uitslag       | Scoreverloop |
| ---------------- | ---------------------------- | ------------- | --- |
| 15 december 1993 | Ajax – FC Twente             | 4 – 1 (1 – 0) | 40' Ronald de Boer 1-0, 51' Stefan Pettersson 2-0, 55' Stefan Pettersson 3-0, 63' Erwin Leurink 3-1, 84' Danny Blind (pen) 4-1                                 |
| 15 december 1993 | Helmond Sport – FC Den Bosch | 1 – 0 (0 – 0) | 79' Marco de Laat 1-0 |
| 15 december 1993 | N.E.C. – De Graafschap       | 2 – 0 (1 – 0) | 26' Sandy Schreur 1-0, 90' Danny Hoekman 2-0 |
| 15 december 1993 | PSV – Willem II              | 2 – 1 (1 – 1) | 21' Hans van Arum 0-1, 29' Peter Hoekstra 1-1, 70' Mitchell van der Gaag 2-1                                                                                   |
| 15 december 1993 | RKC – Telstar                | 2 – 1 (1 – 1) | 20' Harry Decheiver 1-0, 29' Sander Oostrom 1-1, 46' Marcel Valk 2-1                                                                                           |
| 9 januari 1994   | Dordrecht '90 – Feyenoord    | 0 – 2 (0 – 2) | 12' József Kiprich 0-1, 37' Henk Fraser 0-2 |
| 12 januari 1994  | ADO Den Haag – MVV           | 5 – 1 (3 – 0) | 15' Michel Adam 1-0, 18' Emiel van Eijkeren 2-0, 37' Emiel van Eijkeren 3-0, 50' Harry van der Laan (pen) 4-0, 53' Maurice Hofman 4-1, 57' Zier Tebbenhoff 5-1 |
| 12 januari 1994  | NAC – AZ                     | 3 – 2 (0 – 1) | 11' Marco Holster 0-1, 72' Peter Remie 1-1, 75' Marco Holster 1-2, 86' Pierre van Hooijdonk 2-2, 90' Peter Remie 3-2                                           |

## Kwartfinales
Ajax had weinig moeite met Helmond Sport; 7-1. Peter van Vossen scoorde in deze wedstrijd zijn eerste doelpunt voor de Amsterdamse club. Feyenoord had de nodige moeite met RKC, maar wist in de tweede helft toch afstand te nemen. Voor PSV was de kwartfinale het eindstation. In de verlenging scoorde voor NAC Pierre van Hooijdonk uit een strafschop, nadat Hans van Breukelen John Lammers ten val had gebracht.
| Datum           | Wedstrijd             | Uitslag       | Scoreverloop |
| --------------- | --------------------- | ------------- | --- |
| 9 februari 1994 | ADO Den Haag – N.E.C. | 1 – 3 (0 – 1) | 7' Kees van Wonderen 0-1, 77' Danny Hoekman 0-2, 78' Harry van der Laan 1-2, 88' Danny Hoekman 1-3                                                                                 |
| 9 februari 1994 | Ajax – Helmond Sport  | 7 – 1 (3 – 0) | 8' Edgar Davids 1-0, 41' Danny Blind 2-0, 44' Frank de Boer 3-0, 53' Dan Petersen 4-0, 60' Jari Litmanen 5-0, 71' Jari Litmanen 6-0, 74' Peter van Vossen 7-0, 89' Wensley Ton 7-1 |
| 9 februari 1994 | NAC – PSV             | 1 – 0 n.v.    | 94' Pierre van Hooijdonk (pen) 1-0 |
| 9 februari 1994 | RKC – Feyenoord       | 2 – 4 (2 – 1) | 4' Harry Decheiver 1-0, 16' József Kiprich 1-1, 25' René van Rijswijk 2-1, 53' Rob Witschge 2-2, 68' Rob Witschge 2-3, 80' Gaston Taument 2-4                                      |

## Halve finales
Waar Feyenoord zelfs met tien man weinig moeite had om zich te plaatsen voor de finale, legde Ajax het af tegen Eerstedivisionist N.E.C.. Een paar dagen voor deze wedstrijd was Ajax tevens uitgeschakeld in de Europacup II. De club zou uiteindelijk wel landskampioen worden.
| Datum         | Wedstrijd       | Uitslag       | Scoreverloop                                                        |
| ------------- | --------------- | ------------- | ------------------------------------------------------------------- |
| 9 maart 1994  | NAC – Feyenoord | 0 – 3 (0 – 2) | 13' Gaston Taument 0-1, 45' Arnold Scholten 0-2, 77' Peter Bosz 0-3 |
| 20 maart 1994 | Ajax – N.E.C.   | 1 – 2 (0 – 1) | 9' Jeffrey Kooistra 0-1, 76' Danny Blind 1-1, 82' Cees Lok 1-2      |

## Finale
De finale vond plaats op Hemelvaartsdag 1994. Ondanks een snelle voorsprong had Feyenoord het niet gemakkelijk tegen N.E.C., dat in seizoen 1993/94 uitkwam in de eerste divisie. Een tweede doelpunt van John van Loen, tien minuten voor tijd, brak de ban. In blessuretijd scoorde NEC nog tegen.
Door de bekerwinst was Feyenoord verzekerd van deelname aan de Europacup II 1994/95.
|                                     |                                       |               |                   |                                                                                       |
| 12 mei 1994 18.00 Finale KNVB Beker | Feyenoord                             | 2 – 1 (1 – 0) | N.E.C.            | Stadion Feijenoord, Rotterdam Toeschouwers: 43.000 Scheidsrechter: Mario van der Ende |
| 12 mei 1994 18.00 Finale KNVB Beker | Ruud Heus 7' (pen.) John van Loen 81' |               | 90' Bennie Dekker | Stadion Feijenoord, Rotterdam Toeschouwers: 43.000 Scheidsrechter: Mario van der Ende |

| Feyenoord | N.E.C. |

| Feyenoord:         |                   |            |
|                    |                   |            |
| DM                 | Ed de Goey        |            |
| RB                 | Ulrich van Gobbel |            |
| CB                 | John de Wolf      | Kreeg geel |
| CB                 | Henk Fraser       | Kreeg geel |
| LB                 | Ruud Heus         | Kreeg geel |
| CM                 | Arnold Scholten   |            |
| CM                 | Peter Bosz        | 46'        |
| CM                 | Rob Witschge      |            |
| RV                 | Gaston Taument    |            |
| SP                 | Henrik Larsson    | 71'        |
| LV                 | Regi Blinker      |            |
| Wisselspelers:     |                   |            |
| MV                 | Rob Maas          | 46'        |
| AV                 | John van Loen     | 71'        |
| Trainer:           |                   |            |
| Willem van Hanegem |                   |            |

| N.E.C.:       |                       |            |
|               |                       |            |
| DM            | Wilfried Brookhuis    | Kreeg geel |
| RB            | Chris van der Weerden |            |
| CB            | Carlos Aalbers        |            |
| CB            | Cees van der Linden   |            |
| LB            | Erik Stock            | Kreeg geel |
| CM            | Ulrich Cruden         |            |
| CM            | Kees van Wonderen     |            |
| CM            | Jeffrey Kooistra      |            |
| RV            | Bennie Dekker         |            |
| SP            | Cees Lok              |            |
| LV            | Carlos van Wanrooy    | 74'        |
| Wisselspeler: |                       |            |
| VD            | Marco de Jong         | 74'        |
| Trainer:      |                       |            |
| Jan Pruijn    |                       |            |

| KNVB Beker 1993/94      |
| ----------------------- |
| Feyenoord Negende titel |

Seizoenen: 1898/99 · 1899/00 · 1900/01 · 1901/02 · 1902/03 · 1903/04 · 1904/05 · 1905/06 · 1906/07 · 1907/08 · 1908/09 · 1909/10 · 1910/11 · 1911/12 · 1912/13 · 1913/14 · 1914/15 · 1915/16 · 1916/17 · 1917/18 · 1918/19 · 1919/20 · 1920/21 · 1921/22 · 1922/23 · 1923/24 · 1925 · 1925/26 · 1926/27 · 1927/28 · 1928/29 · 1929/30 · 1930/31 · 1931/32 · 1932/33 · 1933/34 · 1934/35 · 1935/36 · 1936/37 · 1937/38 · 1938/39 · 1939/40 · 1940/41 · 1941/42 · 1942/43 · 1943/44 · 1944/45 · 1945/46 · 1946/47 · 1947/48 · 1948/49 · 1949/50 · 1950/51 · 1951/52 · 1952/53 · 1953/54 · 1954/55 · 1955/56 · 1956/57 · 1957/58 · 1958/59 · 1959/60 · 1960/61 · 1961/62 · 1962/63 · 1963/64 · 1964/65 · 1965/66 · 1966/67 · 1967/68 · 1968/69 · 1969/70 · 1970/71 · 1971/72 · 1972/73 · 1973/74 · 1974/75 · 1975/76 · 1976/77 · 1977/78 · 1978/79 · 1979/80 · 1980/81 · 1981/82 · 1982/83 · 1983/84 · 1984/85 · 1985/86 · 1986/87 · 1987/88 · 1988/89 · 1989/90 · 1990/91 · 1991/92 · 1992/93 · 1993/94 · 1994/95 · 1995/96 · 1996/97 · 1997/98 · 1998/99 · 1999/00 · 2000/01 · 2001/02 · 2002/03 · 2003/04 · 2004/05 · 2005/06 · 2006/07 · 2007/08 · 2008/09 · 2009/10 · 2010/11 · 2011/12 · 2012/13 · 2013/14 · 2014/15 · 2015/16 · 2016/17 · 2017/18 · 2018/19 · 2019/20 · 2020/21 · 2021/22 · 2022/23 · 2023/24 · 2024/25 · 2025/26
Finales: 2013 · 2014 · 2015 · 2016 · 2017 · 2018 · 2019 · 2020 · 2021 · 2022 · 2023 · 2024 · 2025
Nederland: Eredivisie · Eerste divisie · Tweede divisie · Derde divisie/Topklasse · KNVB Beker
Europa: Champions League · Europa Cup I · Europa Cup II · Europa League · UEFA Cup · Jaarbeursstedenbeker · Intertoto Cup